# BBC Árabe Radio

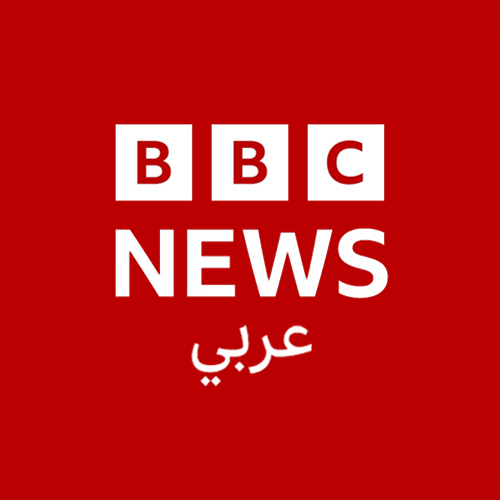

BBC Arabic (en árabe: بي بي سي عربي‎) es una marca comercial usada por el servicio internacional de la radiodifusora británica BBC (BBC World Service) en sus transmisiones por televisión y en su página web de noticias, y previamente en sus transmisiones por radio. 
Estos tres servicios empleaban el árabe estándar moderno, una lengua derivada el árabe del Corán que solamente es hablada como segunda lengua en el mundo árabe y que sirve como la variedad culta y literaria usada en la enseñanza, en los medios de comunicación y en el gobierno. 
La BBC comenzó a transmitir en árabe en 1938. Transmitía desde Londres, en la Broadcasting House y tenía una sucursal en Riyad, Arabia Saudí. Su área de cobertura abarcaba el norte de África y el Medio Oriente. 
En septiembre de 2022, el servicio internacional de la BBC anunció que estaba en planes de cerrar el servicio radiofónico en árabe con el fin de reducir costos en la empresa, sin afectar a la plataforma web, la cual seguiría en línea.  Unos meses después, el 27 de enero de 2023, la emisora cesa sus emisiones a las 13:00 UTC.

## Historia

### Orígenes
En 1936, la BBC ayudó al British Colonial Office a establecer el Palestine Broadcasting Service en Jerusalén, una emisora de radio de onda media. Esta se creó como una forma de transmitir las opiniones británicas al mundo árabe. Esto se debió en parte a las emisiones de radio en árabe literario italiano que se transmitían en onda media desde Bari y también en onda corta desde Roma a partir de 1934. Después de la Segunda Guerra Italo-Abisinia, estas emisiones se volvieron fuertemente antibritánicas.
En los años previos al establecimiento del servicio en árabe literario de la BBC en 1938, el Ministerio de Asuntos Exteriores británico tenía planes de establecer emisiones de radio con base en Cyprus. Chipre en ese momento era un Territorio británico de ultramar en el Imperio británico, Y visto como más estable que Palestina, un británico Mandato. También durante este período, la BBC insistió en que sus estándares noticiosos establecidos no se vieran comprometidos en nombre de la difusión de propaganda británica en idioma árabe.

### Programación temprana
El servicio de la BBC en árabe comenzó en 1938 con emisiones de 65 minutos. En 1940, las emisiones habían crecido a 1 hora y 25 minutos, y cerca de dos horas en 1942. By the end of World War II, the Literary Arabic language programme was three hours.
Las primeras emisiones de 1938 incluían un boletín de noticias. Más tarde, en 1940, un segundo boletín de noticias seguía a la lectura matutina del Corán. En 1942, se emitió un tercer boletín de noticias al "mediodía" a las 10:45 GMT, 12:45 hora local en el Levante. Aunque los boletines de noticias eran esencialmente traducciones del Servicio Empire en idioma inglés de la BBC, la BBC de Londres estaba en contacto directo con los puestos diplomáticos del Ministerio de Asuntos Exteriores en el extranjero como fuente de noticias locales. En 1943, el Servicio Literario Árabe estableció una Oficina en El Cairo, que permitió la recopilación directa de noticias en Oriente Medio.